# پیمان مدنی (ارمنستان)
پپمان مدنی (ارمنی: Քաղաքացիական պայմանագիր K’aghak’atsiakan paymanagir, KP / KP, اغلب کوتاه شده به صورت Քաղպայմանագիր K’aghpaymanagir) یک حزب سیاسی میانه‌رو در ارمنستان است. از زمان انتخابات پارلمانی ارمنستان در سال ۲۰۱۸، پس از انقلاب ارمنستان در سال ۲۰۱۸ که بنیانگذار این حزب، نیکول پاشینیان را به عنوان نخست‌وزیر به قدرت رساند، این حزب حاکم ارمنستان بر بوده است.

## تاریخچه

### تشکیل به عنوان یک NGO
در ۲۳ ژانویه ۲۰۱۳، نیکول پاشینیان، نماینده اپوزیسیون، پروژه ای را برای ایجاد یک روند سیاسی جدید، که آن را «قرارداد مدنی» نامید، در روزنامه ارمنستان تایمز منتشر کرد. چند ماه پس از آن، متن قرارداد به شکلی گسترده در مجامع سیاسی ارمنستان مورد بحث قرار گرفت. نسخه به روز شده قرارداد منتشر شد و قرارداد مدنی به‌طور رسمی به عنوان یک سازمان غیردولتی در ۲۴ ژوئیه ۲۰۱۳ تأسیس و هیئت مدیره آن در ۹ دسامبر ۲۰۱۳ تشکیل شد.

### تبدیل شدن به یک حزب سیاسی
در ۳۰ مه ۲۰۱۵، پیمان مدنی به عنوان یک حزب سیاسی ثبت شد. پیمان مدنی در انتخابات پارلمانی ۲۰۱۷ ارمنستان و انتخابات شورای شهر ایروان در سال ۲۰۱۷ به عنوان بخشی از اتحاد راه خروج (Yelk) شرکت کرد. پس از انقلاب مخملی ارمنستان در سال ۲۰۱۸ به رهبری نیکول پاشینیان، یک اتحاد سیاسی جدید دیگر نیز به شهرت رسید که با عنوان اتحاد گام من شناخته می‌شود. پس از انتخابات پارلمانی ارمنستان در سال ۲۰۱۸، اتحاد قدم من اکثریت حاکمه را در مجلس ملی به دست آورد. اتحاد قدم من در می ۲۰۲۱ منحل شد زیرا پیمان مدنی تصمیم گرفت به‌طور مستقل در انتخابات پارلمانی ارمنستان در سال ۲۰۲۱ شرکت کند. پس از انتخابات، پیمان مدنی توانست اکثریت حاکم خود را حفظ کند.

## ایدئولوژی
حزب قرارداد مدنی هیچ ایدئولوژی رسمی مشخصی ندارد. رهبر آن، نیکول پاشینیان می‌گوید: "دیگر هیچ خط مشخصی بین ایدئولوژی‌های سیاسی وجود ندارد… در قرن بیست و یکم، این خطوط ناپدید شدند. این برای من قابل قبول نیست که حزب خود را "لیبرال"، "میانه‌رو" یا "سوسیال دموکرات" بنامم، زیرا اهدافی که ما باید به آن دست یابیم فراتر از «ایسم» است با وجود این، خود پاشینیان به صورت یک طرفدار دموکراسی لیبرال و به عنوان یک میانه‌روی رادیکال، یک اصلاح طلب، یا یک لیبرال توصیف شده است. و گاه یک پوپولیست توسط رسانه‌های بین‌المللی توصیف شده است.

### اهداف
این حزب هدف خود را دو برابر کردن جمعیت ارمنستان در ۲۰ سال آینده، تضمین حقوق بشر و آزادی همه شهروندان، از بین بردن انواع فساد، تقویت و توسعه بیشتر اقتصاد و در عین حال حفاظت از محیط زیست اعلام کرده است.

### سیاست خارجی
قبل از انتخابات ۲۰۱۸، پیمان مدنی به دنلای توسعه روابط نزدیک‌تر با اتحادیه اروپا بود و از گنجاندن ارمنستان در منطقه عمیق و جامع تجارت آزاد با اتحادیه اروپا حمایت می‌کرد. نیکول پاشینیان، رهبر حزب، نسبت به عضویت ارمنستان در اتحادیه اقتصادی اوراسیا تردید داشت و از این که عضویت آن هیچ سودی برای ارمنستان نداشته است شکایت می‌کرد. با این حال پاشینیان پس از پیروزی در انتخابات، موضع رسمی خود را تغییر داد و حمایت خود را از عضویت ارمنستان در اتحادیه اقتصادی اوراسیا اعلام کرد. پیمان مدنی مدعی است که ارمنستان نباید بین شرق و غرب انتخاب کند. در عوض، ارمنستان باید نمونه و واسطه گفتگو و همکاری شود.
پیمان مدنی از حفظ ارتباطات قوی بین ارمنستان و روسیه و در عین حال ترویج ادغام با اوراسیا و با سایر کشورهای عضو CIS و اتحادیه اقتصادی اوراسیا حمایت می‌کند. در عین حال، پیمان مدنی به حمایت از یکپارچگی اروپایی ارمنستان از طریق توسعه روابط نزدیکتر با اتحادیه اروپا و حذف الزامات ویزا برای شهروندان ارمنی که به منطقه شنگن اتحادیه اروپا سفر می‌کنند ادامه می‌دهد. در اکتبر ۲۰۱۹، تیگران آوینیان، معاون نخست‌وزیر اظهار داشت که رشد بالقوه زیادی در روابط اقتصادی و سیاسی با اتحادیه اروپا می‌بیند. آوینیان همچنین توصیه کرد که «هر گونه پیوستن آینده به اتحادیه اروپا سؤالی است که مردم ارمنستان باید به آن پاسخ دهند و تنها پس از خروج ارمنستان از اتحادیه اوراسیا رخ خواهد داد».
در سال ۲۰۱۹، رهبر این حزب به‌طور قاطعانه دورنمای خروج ارمنستان از EAEU یا CSTO را رد کرد و اظهار داشت که ارمنستان در سیاست خارجی «دور برگردان» انجام نخواهد داد. یک برنامه حزب جدید به تصویب رسید که در آن قصد حزب از ارمنستان برای «عدم انتخاب بین شرق و غرب» و اینکه روابط خارجی این کشور باید بر اساس حفاظت از حاکمیت کشور باشد، بیان می‌کرد.
این حزب از اجرای توافقنامه مشارکت جامع و پیشرفته ارمنستان و اتحادیه اروپا (CEPA) که در اول مارس ۲۰۲۱ لازم الاجرا شد، حمایت می‌کند. نیکول پاشینیان تصریح کرد: CEPA یک برنامه استراتژیک برای توسعه کشور ما است و می‌تواند به یکی از ارکان دستور کار اصلاحات ما تبدیل شود و معتقدم که داشتن یک شریک باثبات و دموکراتیک در منطقه بی‌ثبات به نفع اروپا است. قفقاز جنوبی، شریکی به شکل ارمنستان در حال توسعه و مترقی که ارزش‌های مشترک اروپایی با اتحادیه دارد.»
در برنامه انتخاباتی این حزب در سال ۲۰۱۸ آمده است که به تعمیق روابط با چین، ژاپن، هند، ایران، گرجستان، آمریکای لاتین و خاورمیانه و همچنین تضمین به رسمیت شناختن بین‌المللی جمهوری آرتساخ و نسل‌کشی ارامنه اعتقاد دارد. این حزب در برنامه انتخاباتی خود در سال ۲۰۲۱ اعلام کرد که حل مناقشه قره باغ کوهستانی از طریق «تحقق حق تعیین سرنوشت ارامنه آرتساخ» و اجرای اصل جدایی اصلاحی از اولویت‌های خود خواهد بود. با این حال، نیکول پاشینیان در یک سخنرانی که در آوریل ۲۰۲۲ ایراد کرد، اظهار داشت که ارمنستان باید برای آنچه می‌تواند در مذاکره با آذربایجان به آن دست یابد، «کمی پایین بیاورد» و دولت ارمنستان بر تأمین «ضمانت‌ها و حقوق امنیتی» تمرکز خواهد کرد. برای ارامنه قره باغ کوهستانی، به جای حفظ موقعیت سیاسی منطقه. در ماه می ۲۰۲۳، پاشینیان اظهار داشت که ارمنستان تمامیت ارضی آذربایجان از جمله قره باغ را به رسمیت شناخته است. وی افزود که موضوع «حقوق و امنیت» جمعیت ارمنی قره باغ باید بین مقامات آذربایجان و رهبری ارمنستان قره باغ کوهستانی مورد بحث قرار گیرد. قره باغ کوهستانی در سپتامبر ۲۰۲۳ به زور توسط آذربایجان بازپس گرفته شد و منجر به مهاجرت ارمنی‌های آن شد. در فوریه ۲۰۲۴، پاشینیان اعلام کرد که طرفدار اصلاحیه قانون اساسی برای حذف بخشی از قانون اساسی ارمنستان است که خواستار اتحاد قره باغ کوهستانی با ارمنستان است.
در ۳ سپتامبر ۲۰۲۳، نخست‌وزیر نیکول پاشینیان در مصاحبه‌ای اظهار داشت که این یک اشتباه استراتژیک برای ارمنستان است که برای تضمین امنیت خود تنها به روسیه اعتماد کند. پاشینیان اظهار داشت: "مسکو نتوانسته است نقش خود را در منطقه قفقاز جنوبی کاهش دهد" و "فدراسیون روسیه نمی‌تواند نیازهای امنیتی ارمنستان را برآورده کند. این مثال باید به ما نشان دهد که وابستگی تنها به یک شریک است." در مسائل امنیتی یک اشتباه استراتژیک است." پاشینیان نیروهای حافظ صلح روسی را که برای حفظ توافق آتش‌بس اعزام شده بودند متهم کرد که وظیفه خود را انجام نداده‌اند. پاشینیان تأیید کرد که ارمنستان در تلاش است تا ترتیبات امنیتی خود را به ویژه با اتحادیه اروپا و ایالات متحده متنوع کند.
در ۱۷ اکتبر ۲۰۲۳، نخست‌وزیر نیکول پاشینیان در پارلمان اروپا سخنرانی کرد. پاشینیان گفت: «در ۵ اکتبر سال جاری دو سند بسیار مهم برای روابط اتحادیه اروپا و ارمنستان در گرانادا به تصویب رسید. هر دو بیانیه از تقویت روابط اتحادیه اروپا و ارمنستان در همه ابعاد بر اساس نیازهای جمهوری ارمنستان حمایت می‌کند» و ما متعهد به تقویت بیشتر روابط اتحادیه اروپا و ارمنستان در بلندمدت هستیم تا جایی که اتحادیه اروپا ممکن است به اتحادیه اروپا نزدیک تر باشد.»
در ۱۴ نوامبر ۲۰۲۳، معاون قرارداد مدنی و رئیس کمیته دائمی یکپارچگی اروپایی، آرمان یگویان، طی یک کنفرانس مطبوعاتی اظهار داشت که «ارمنستان ممکن است در آینده برای پیوستن به اتحادیه اروپا برنامه ریزی کند». در ۱۵ نوامبر ۲۰۲۳، آرارات میرزویان وزیر امور خارجه اظهار داشت: «من می‌خواهم از تصمیم کمیسیون اروپا برای توصیه به شورای اروپا برای آغاز مذاکرات الحاق با مولداوی و اوکراین و اعطای وضعیت نامزد به گرجستان قدردانی کنم. این تصمیم نه تنها مورد استقبال قرار گرفته است. دولت ارمنستان، بلکه مردم ارمنستان که آرزوهای اروپایی نیز دارند.»
در ۲۳ فوریه ۲۰۲۴، نیکول پاشینیان تأیید کرد که ارمنستان مشارکت خود در سازمان پیمان امنیت جمعی را متوقف کرده است. پاشینیان اظهار داشت: «ما اکنون از لحاظ عملی مشارکت خود را در این معاهده متوقف کرده‌ایم» و «عضویت در CSTO در دست بررسی بود» طی یک مصاحبه پخش زنده. در ۲۸ فوریه ۲۰۲۴، پاشینیان طی یک جلسه پرسش و پاسخ در مجلس ملی اظهار داشت که سازمان پیمان امنیت جمعی تهدیدی برای امنیت ملی ارمنستان است.
در ۲۹ فوریه ۲۰۲۴، رئیس مجلس ملی آلن سیمونیان گفت که ارمنستان باید به دنبال عضویت در اتحادیه اروپا باشد. سیمونیان اظهار داشت: «اقدامات ما نشان می‌دهد که شاخص‌های دموکراسی بسیار بهتری نسبت به بسیاری از شرکایمان که قبلاً عضو اتحادیه اروپا هستند داریم. من فکر می‌کنم که باید به دنبال وضعیت نامزدی اتحادیه اروپا باشیم.» در ۲ مارس ۲۰۲۴، نیکول پاشینیان توصیه کرد که ارمنستان رسما «در روزهای آینده، حداکثر ظرف یک ماه، برای عضویت در اتحادیه اروپا درخواست خواهد داد.»

## هیئت مدیره

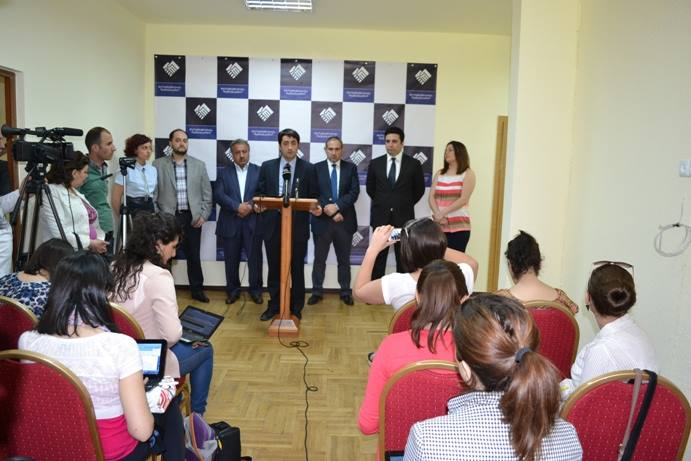
کنفرانس مطبوعاتی ۳ جولای ۲۰۱۴

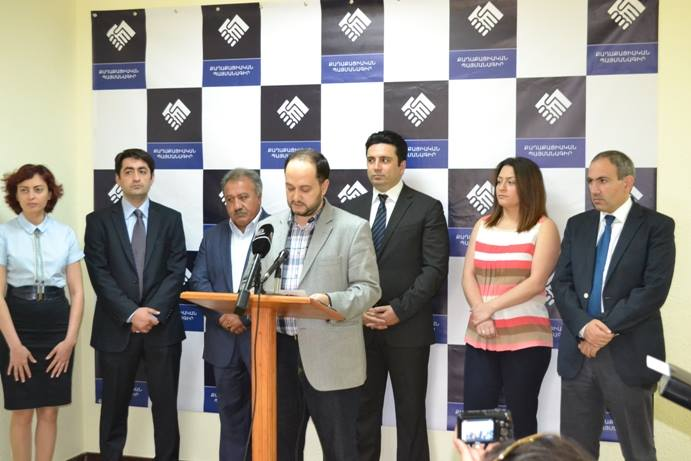
هیئت حاکمه قرارداد مدنی در سال ۲۰۱۴

در جریان پنجمین کنوانسیون حزب در ژوئن ۲۰۱۹، سورن پاپیکیان (وزیر دفاع فعلی) سرپرست وزارت امور ارضی و زیرساخت‌ها به عنوان رئیس هیئت مدیره قوی ۲۱ عضوی انتخاب شد.
هیئت حاکمه قرارداد مدنی در ۹ دسامبر ۲۰۱۳ طی یک کنفرانس مطبوعاتی در هتل آنی پلازا معرفی شد. برای سازماندهی اولین همایش حزبی تشکیل شد.
هیئت مدیره فعلی عبارت است از:
- آراییک هاروتونیان، مورخ، وزیر سابق آموزش و پرورش
- آلن سیمونیان، رئیس پارلمان
- نیکول پاشینیان، روزنامه‌نگار سابق، نماینده سابق مجلس، نخست‌وزیر
- سورن پاپیکیان، رئیس هیئت حاکمه، وزیر دفاع
- روبن روبینیان، نایب رئیس هیئت مدیره، نایب رئیس مجلس
- ادوارد آقاجانیان نماینده مجلس
- تیگران آوینیان، معاون سابق نخست‌وزیر، شهردار ایروان
- هاکوب ارشکیان، نایب رئیس مجلس
- آرارات میرزویان، وزیر امور خارجه
- ویلن گابریلیان، نماینده مجلس
- رومانوس پطروسیان، وزیر سابق محیط زیست، فرماندار استان کوتایک
- آرسن توروسیان، وزیر سابق بهداشت، نماینده مجلس
- نارک بابیان
- آرمان بوشیان
- لیلیت ماکونتس، سفیر ارمنستان در آمریکا
- سیپان پاشینیان
- مخیتار هایراپتیان، وزیر سابق دیاسپورا، نماینده مجلس
- وهاگن هواکیمیان
- آرمن پامبوخچیان
- آرپین داوویان نماینده مجلس

## امور مالی
صندوق بازگشت پیمان مدنی برای اطمینان از مطابقت بودجه حزب با قوانین ارمنستان و سازماندهی دموکراتیک فعالیت‌های آن ایجاد شد. وجوه اهدایی به قرارداد مدنی در حساب و صندوق ذخیره می‌شود. حسابداری زیر نظر هیئت امنا که مستقل از هیئت مدیره بوده و مخارج صندوق را کنترل می‌کند انجام خواهد شد. طبق قرارداد طرف، «شهروندانی که به این قرارداد وجه یا اموالی اهدا کرده‌اند، حق دارند اطلاعات مربوط به هزینه‌ها را درخواست کنند و خواسته‌های آنها ظرف سه روز برآورده شود».

## هیئت امنا
هیئت امنای قرارداد مدنی در ۲۲ فوریه ۲۰۱۴ اعلام شد. هایکاک آرشامیان به عنوان رئیس و هاکوب سیمیدیان به عنوان مدیر صندوق منصوب شدند. اعضا عبارتند از:
- لارا آهارونیان، یکی از بنیانگذاران، مدیر مرکز منابع زنان
- هایکاک آرشامیان، دکترای تاریخ
- لوون بگرامیان، اقتصاددان، دانشمند علوم سیاسی، واشینگتن دی سی
- آرتور ایسپریان، نوازنده
- لوون هوسپیان، اقتصاددان
- آرا شیرینیان، کارگردان
- مارو ماتوسیان، مدیر مرکز حمایت از زنان
- ادگار مانوکیان، دکترای اقتصاد، تورنتو، کانادا
- سرگیس کلویان، تاجر

## منابع مالی

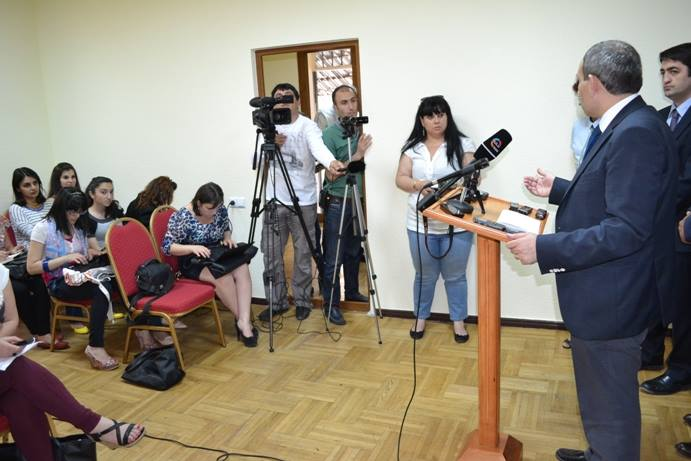
کنفرانس مطبوعاتی ۳ جولای ۲۰۱۴